# Kanze Kojiro Nobumitsu
Kanze Kojiro Nobumitsu (観世小次郎信光) (-? 1435 ou 1450, 7 juillet 1516) est un dramaturge japonais du théâtre nô de l'époque de Muromachi. Petit-fils du dramaturge Zeami, il est considéré comme un des derniers dramaturges importants de l'âge d'or du nô. Il est l'auteur d'une trentaine de pièces.

## Répertoire
- Dōjōji
- Funa benkei
- Ataka
- Momijigari
- Rashōmon

## Source de la traduction
- (en) Cet article est partiellement ou en totalité issu de l’article de Wikipédia en anglais intitulé « Kanze Nobumitsu » (voir la liste des auteurs).